# Любисав Иванов
Любисав Иванов с псевдоним Дзинго (на македонска литературна норма: Љубисав Иванов-Ѕинго) е политик от Северна Македония.

## Биография
Роден е на 8 ноември 1936 година в кратовското село Търновац. Завършва Рударско-геоложкия факултет на Белградския университет. 

### Професионална кариера
След завършване на висшето си образование започва работа в рудника Силекс в Кратово. Впоследствие става негов генерален директор в продължение на 35 години. Основава „Силекс Банка“ и ТВ Сител, като през годините има множество други бизнеси. Бил е президент на Футболен клуб Силекс Кратово, както и първи председател на футболната федерация на Македония.
Иванов и семейството му са едни от най-богатите македонски граждани. Към началото на 2013 г., след като вече е продал „Силекс Банка“, притежава над 24 компании, сред тях хотели и фабрики, телевизия Сител и други медии. Занимава се още със строителство и услуги.

### Политическа кариера
Народен представител е във всички парламенти на Република Македония от независимостта на страната до 2012 година и преди 1990 г. е депутат в Социалистическа република Македония и съюзен представител в СФРЮ. 
Избран за председател на Социалистическата партия на Македония на Втория и конгрес през юли 1995 като заменя на този пост Киро Поповски. На следващите трети, четвърти, пети и шести конгрес е преизбиран за председател.
Умира на 17 ноември 2020 година в Кратово.